# Семёнов, Юрий Кузьмич
Юрий Кузьмич Семёнов (25 февраля 1932 — 27 марта 2020) — советский государственный и хозяйственный деятель.

## Биография
- 1954 год — окончил Харьковский политехнический институт.
- 1954—1962 — работал на Зуевской ГРЭС Донецкой области: стажёр, водосмотр, кочегар, старший кочегар, начальник смены цеха, дежурный инженер, заместитель начальника цеха, начальник котельного цеха.
- 1962—1965 — на Славянской ГРЭС: начальник котельного цеха, заместитель директора по капитальному строительству, секретарь партийного бюро парторганизации ГРЭС.
- 1965—1969 — инструктор отдела тяжёлой промышленности, помощник секретаря Донецкого обкома КПУССР.
- 1969—1973 — директор Углегорской ГРЭС.
- 1973—1976 — управляющий районным энергетическим управлением «Донбассэнерго», Горловка.
- 1976—1980 — генеральный директор производственного энергетического объединения «Донбассэнерго».
- 1980—1984 — заместитель министра энергетики и электрификации СССР.
- 1984—1986 — заведующий Отделом топлива и энергетики Управления делами Совмина СССР.
- 1986—1989 — заместитель Председателя Бюро Совмина СССР по топливно-энергетическому комплексу.
- 1989—1991 — министр энергетики и электрификации СССР.
- С 1992 года — академик-секретарь секции «Электроэнергетика» Инженерной академии.

Умер в 2020 году. Похоронен на Троекуровском кладбище.

## Награды
- орден Октябрьской Революции
- два ордена Трудового Красного Знамени
- орден «Знак Почёта»
- Медаль Анании Ширакаци (3 сентября 2011, Армения) — за значительный вклад в дело устранения последствий разрушительного землетрясения в Армении в 1988 году, оказание пострадавшим гуманитарной помощи и организации восстановительных работ[3][4]
- Почётная грамота Кабинета Министров Украины (6 декабря 2002) — за значительный личный вклад в развитие экономики Украины и по случаю 70-летия со дня рождения[5]